# Ирсайський сільський округ
Ирса́йський сільський округ (каз. Ырсай ауылдық округі, рос. Ырсайский сельский округ) — адміністративна одиниця у складі Житікаринського району Костанайської області Казахстану. Адміністративний центр та єдиний населений пункт — село Ирсай.
Населення — 389 осіб (2021; 706 у 2009, 962 у 1999, 799 у 1989).
Станом на 1989 рік селище Прирічний перебувало у складі Пригородної селищної ради, з 1993 року окрема Прирічна сільська адміністрація, після 1999 року перейменовано в сучасну назву.